# ییرژی پارما
ییرژی پارما (چکی: Jiří Parma؛ زادهٔ ۹ ژانویهٔ ۱۹۶۳) اسکی‌باز پرش اهل چکسلواکی بود.